# Pfarrkirche Wartberg

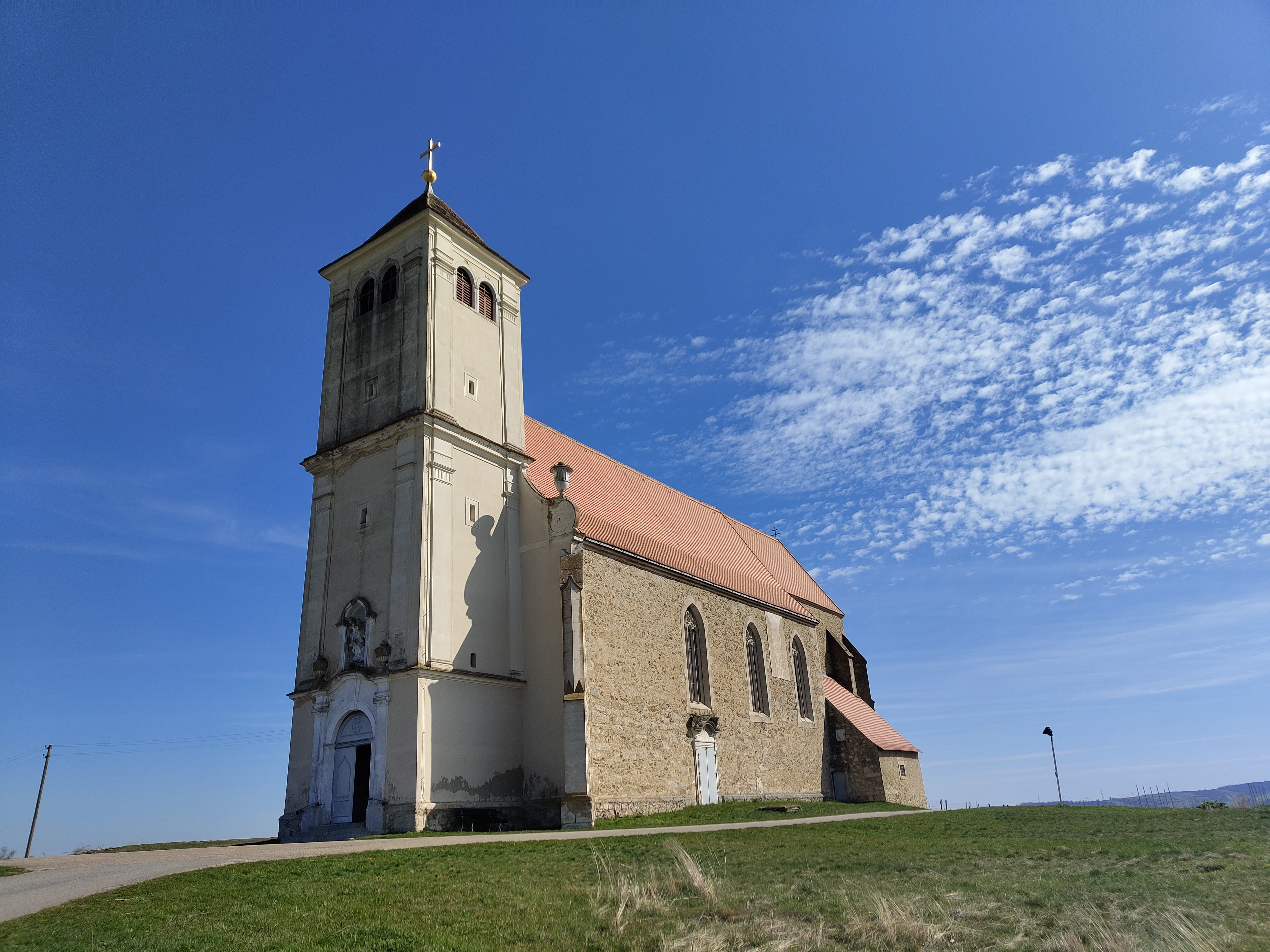
Kath. Pfarrkirche hl. Leonhard in Wartberg

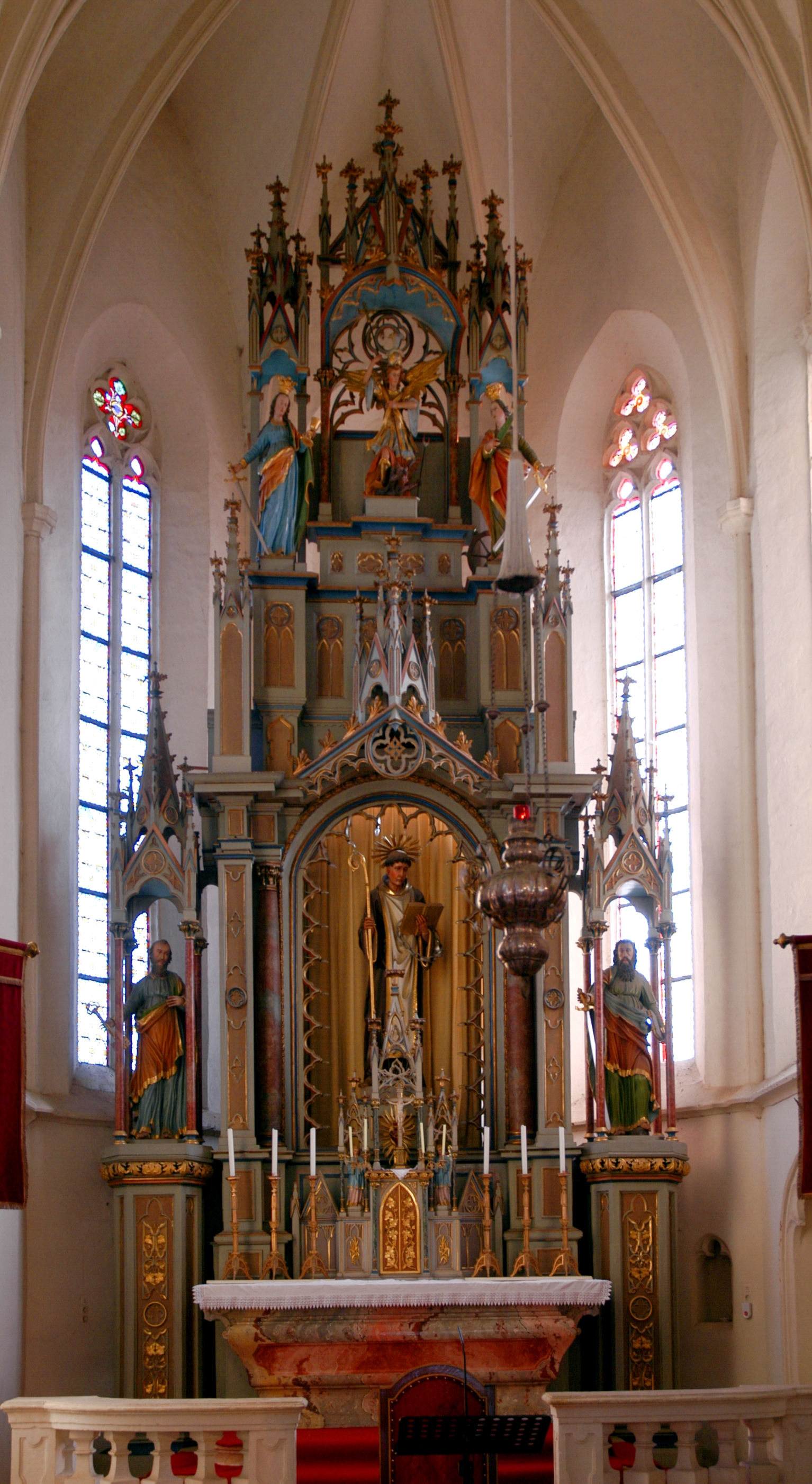
Innenansicht

Die römisch-katholische Pfarrkirche Wartberg steht erhöht über der Weinviertler Ortschaft Wartberg in der Gemeinde Straning-Grafenberg im Bezirk Horn in Niederösterreich. Sie ist dem heiligen Leonhard von Limoges geweiht und gehört zum Dekanat Sitzendorf im Vikariat Unter dem Manhartsberg in der Erzdiözese Wien. Das Bauwerk steht unter Denkmalschutz (Listeneintrag).
1330 wurde urkundlich eine Kapelle genannt. Im 16. Jahrhundert erfolgte die Errichtung der Kirche. Das Gebäude, das auf dem Kirchhügel von Wartberg steht, ist ein gotischer Saalbau mit Chor und vorgestelltem barocken Westturm.

## Architektur

### Kirchenäußeres
Das Langhaus der Kirche ist blockhaft und weist ein hohes Satteldach über einem gekehlten Traufgesims auf. Das Langhaus wird durch hohe, dreibahnige Maßwerkfenster sowie eine steinerne gekehlte Sockelleiste gegliedert. An den Westseiten ist je ein übereck gestellter Strebepfeiler und an den Langhausseiten befindet sich je ein zugemauertes Gewändeportal mit halbkreisförmig aufgebogenem, profiliertem Sturzbalken mit seitlichen Vasen. Der einjochige Chor ist eingezogen und schließt im 5/8-Schluss. Im Polygon ist er durch Strebepfeiler sowie durch zweibahnige Maßwerkfenster gegliedert. 
Nördlich des Chores befindet sich ein hochgotischer Kapellenanbau mit nördlich ausgerichteten Strebepfeilern und späteren rundbogigen Fenstern vom Ende des 17. Jahrhunderts. Ein ostseitig liegendes Schlitzfenster wurde später abgemauert und weist heute noch Farbreste aus dem 14. Jahrhundert am Gewände auf.
Der dreigeschoßige Turm wird durch einen Pyramidenhelm abgeschlossen. In den oberen Geschoßen ist die Turmfassade pilastergegliedert und durch profilierte Gesimse unterteilt. Die Fenster im Turm sind hochrechteckig, die Schallfenster gekuppelt. Das Westportal stammt aus der Zeit um 1725 und wird seitlich von gestaffelten Pilastern gegliedert. Die aus dem 18. Jhdt. stammende Orgel weist 10 Register auf.